# Rillenstein von Bliedersdorf
Der Rillenstein von Bliedersdorf ist ein vorgeschichtlicher Rillenstein und ein anthropomorpher Menhir bei Bliedersdorf im Landkreis Stade, Niedersachsen.

## Lage
Der Stein wurde wahrscheinlich bei Rodungsarbeiten in der Umgebung von Bliedersdorf entdeckt, der genaue Fundort ist jedoch unbekannt. 1852 wurde er aufgerichtet. 250 m nördlich dieses Standorts befanden sich ein Grabhügelfeld und ein Urnenfriedhof aus der Bronzezeit. 1986 wurde der Stein erneut umgesetzt. Er steht seither auf Privatgelände auf dem Grundstück Am Gutspark 5 in Nottensdorf.

## Beschreibung
Der Stein ist pfeilerförmig und besteht aus rotem Granit. Er hat eine Höhe von 1,14 m, eine Breite von 0,45 m und eine Dicke von 0,38 m. Der untere Teil hat einen viereckigen Querschnitt mit drei glatten Seiten und einer leicht gewölbten Rückseite. Die rechte Außenseite der Standfläche weist einen Wulst auf. Am oberen Ende des Steins wurde ein annähernd kugelförmiger Kopf herausgearbeitet. Die Stirn ist abgeflacht und weist ein einzelnes Schälchen mit einem Durchmesser von 5 cm und einer Tiefe von 1 cm auf. Auf dem unteren Teil des Steins ist auf etwa zwei Drittel seiner Höhe eine horizontale Rille eingekerbt, die vielleicht einen Gürtel darstellt. Sie hat eine Breite von 2,5 cm und eine Tiefe von 3,3 cm.
Anlässlich der Aufstellung des Steins im Jahr 1852 wurden oberhalb der Rille das Wappen der Familie von Düring und unterhalb die Inschrift „C. v. D. 1852“ eingemeißelt. In der Folgezeit wurde der Stein stark beschädigt und der Kopf wurde abgeschlagen. 1982 wurde er als vorgeschichtlich erkannt und der Kopf wurde mit Zement wieder angeklebt. Nur wenige Jahre später wurde er bei Rodungsarbeiten erneut beschädigt. 1986 erfolgte eine erneute Restaurierung und die Umsetzung an seinen heutigen Standort.